# 小行星6019
小行星6019（英語：6019）是一颗围绕太阳公转的小行星。1991年9月3日，罗伯特·H·麦克诺特在赛丁泉山发现了此天体。
这颗小行星的绝对星等为191.95064等。